# Краљевска палата у Мадриду
Краљевска палата у Мадриду (шп. Palacio Real de Madrid) је званична резиденција шпанске краљевске породице у граду Мадриду, мада се сада користи само за државне церемоније. Палата има 135.000 m2 (1.450.000 sq ft) површине и садржи 3.418 соба.  То је највећа краљевска палата у функцији и највећа по површини у Европи.
Краљ Фелипе VI и краљевска породица не бораве у палати, већ су уместо тога изабрали скромнију палату Сарсуела (Zarzuela) на периферији Мадрида. Палата је сада отворена за јавност, осим током државних церемонија, мада је толико велика да се на рути за посетиоце налази само избор најбољих соба, а рута се мења сваких неколико месеци. Палата је у власништву шпанске државе, а њоме управља Патримонио Национал, јавна агенција националне баштине Министарства председништва. Палата се налази на улици Calle de Bailén у западном делу центра Мадрида, источно од реке Манзанарес.
Палата је на месту маварске палате Алказар из 9. века, изграђене као предстража од стране Мухамеда I од Кордобе и преузета после 1036. од стране независне маварске Таифе Толедо. После пада Мадрида под власт краља Кастиље Алфонса VI 1083. године, кастиљски краљеви су здање ретко користили. 1329. године краљ Кастиље Алфонсо XI први пут је сазвао мадридски двор. Краљ Фелипе II преселио је свој двор у Мадрид 1561. године.
Након што је палата изгорела 24. децембра 1734. године, краљ Филип V наредио је да се на истом месту изгради нова палата. Изградња је трајала од 1738. до 1755. године у стилу бернинијевског дизајна. Краљ Карлос III  је први пут ушао у нову палату 1764. године.
Последњи монарх који је непрекидно живео у палати био је краљ Алфонсо XIII, иако га је насељавао и Мануел Азања, председник Друге републике, последњи шеф државе који је то учинио. Још увек постоји соба која је позната под именом „Азањина канцеларија“.
Унутрашњост палате одликује се богатством уметности и употребом многих врста финих материјала у изградњи и уређењу њених просторија. Обухвата слике уметника као што су Каравађо, Хуан де Фландес, Франсиско Гоја и Дијего Велазкез, и фреске уметника Ђованија Батисте Тијепола, Корадоа Ђиакуинта и Антона Рафаела Менгса. Остале колекције од великог историјског и уметничког значаја сачуване у згради укључују Краљевско складиште оружја, порцелан, сатове, намештај, сребрни прибор и једини у свету комплетни гудачки квинтет Страдиваријус.

## Историја зграде
Првобитну палату је изградио Мухамед, емир Кордобе, између 860. и 880. године. Након што су Мавари протерани из Толеда у 11. веку, дворац је задржао одбрамбену функцију. Енрике III од Кастиље додао је неколико кула. Његов син Хуан II користио га је као краљевску резиденцију. Током Рата за кастиљанско наследство (1476) трупе Хуане Белтранке биле су опкољене у палати, а зграда је претрпела озбиљну штету.
Једини цртеж замка из средњег века је онај из 1534. године Корнелијуса Вермејена.
Цар Карло V је обновио замак 1537. године. Филип II је 1561. године од Мадрида створио своју престоницу и наставио обнављање, са новим додацима. Филип III додао је дугачку јужну фасаду између 1610. и 1636. године.
Филип V обновио је краљевске апартмане 1700. године. Хабзбуршки Алказар био је једноставан у поређењу са Версајским дворцем у коме је нови краљ провео детињство; те је започео серију редизајнирања, а главне просторије преуређивале су краљица Марија Лујза Савојска и принцеза Урсинс у стилу француских палата.

### Барокна палата
На Бадње вече 1734. палату Алказар је уништио пожар који је почео у просторијама француског сликара Жана Ранка. Звона упозорења помешана су са позивом на мису. Из страха од пљачке, врата зграде су остала затворена, ометајући напоре спасавања. Многа уметничка дела су изгубљена, попут Протеривања Мавара, Дијега Велазкеза. Нека дела, попут дела Мале дворске даме, спашена су избацивањем кроз прозоре. Срећом, многи комади су спашени јер је мало пре пожара краљ наредио да се већи део његове колекције пресели у палату Ретиро. Овај пожар је трајао четири дана и потпуно је уништио стари Алказар, чији су преостали зидови коначно срушени 1738. године.
Италијански архитекта Филипо Јувара надгледао је радове на новој палати и осмислио раскошан пројекат огромних размера инспирисан Бернинијевим плановима за Лувр. Овај план није остварен, због Јуварине преране смрти у марту 1736. Његов ученик Ђамбатиста Сакети, познат и као Хуан Баутиста Сакети или Ђовани Батиста Сакети, изабран је да настави рад свог ментора. 
Године 1760. Карлос III позвао је Сицилијанца Франческа Сабатинија, неокласичног архитекту, да повећа зграду. Завршено је само проширење југоисточне куле. Сабатини је такође планирао да северну страну прошири великим крилом које би одражавало стил главне зграде и обухватало три квадратна дворишта која би била мања од великог централног дворишта. Рад на овом проширењу започео је брзо, али је убрзо прекинут, остављајући темеље закопане испод платформе на којој су касније изграђене краљевске стаје. Стаје су срушене у 20. веку и замењене вртовима Сабатини. 
У 19. веку Фернандо VII је започео је најобимнију обнову палате. Циљ овог редизајна био је претворити старомодну зграду у италијанском стилу у модерну палату у француском стилу. Међутим, његов унук Алфонсо XII предложио је да се палата претвори у резиденцију у викторијанском стилу. Алфонсове планове дизајнирао је архитекта Хосе Сегундо де Лема и састојали су се од преуређења неколико соба, замене мермерних подова паркетом и додавања намештаја.
У двадесетом веку били су потребни рестаураторски радови како би се санирала штета претрпљена током шпанског грађанског рата, поправљањем или поновним постављањем украса и украсних облога и заменом оштећених зидова верним репродукцијама оригинала.

## Спољашњост
Главна фасада палате састоји се од двоспратне рустичне камене основе из које се уздижу јонски стубови на тосканским пиластерима уоквирујући прозоре три главна спрата. Горња прича је скривена иза венца који окружује зграду и покривена је великом балустрадом. Била је украшена низом статуа светаца и краљева, али су они премештени на друго место за време владавине Карлоса III како би зграда добила класичнији изглед.
Обновом фасаде 1973. године, која укључује Сабитинијев балкон од четири дорска стуба, враћене су неке Сакетијеве скулптуре. Ту спадају статуе ацтечког владара Монтезуме II и цара Инка Атавалпе, дела Хуана Пасквала де Мена и Доминга Мартинеза. Представе римских царева Хонорија, Теодосија I и Аркадија, Г.Д. Оливијерија и статуа Трајана Фелипеа де Кастра постављене су у принчевом дворишту. Изнад Сабатинијевог сата је краљевски грб уз анђеле са страна, а изнад тога су звона која датирају из 1637. и 1761. године. 

### Plaza de la Armería
Трг какав данас постоји постављен је 1892. године, према плану архитекте Енрикеа Марија Репујеса. Међутим, историја овог трга датира из 1553. године, када је Филип II наредио изградњу краљевских стаја.
Катедрала Алмудена окренута је ка палати преко пута трга. Њена спољашњост је у стилу неокласицизма да одговара окружењу, док је унутрашњост неоготичка. Изградњу је финансирао краљ Алфонсо XII за смештај тела његове супруге Мерцедес из Орлеана. Изградња цркве започета је 1878. године, а завршена 1992. године.

### Plaza de Oriente
Plaza de Oriente је правоугаони парк који повезује источну фасаду палате са Краљевским позориштем. Источна страна трга закривљена је и омеђена је са неколико кафића у суседним зградама. Иако је трг био део Сакетијевог плана за палату, градња је започела тек 1808. године у време краља Жозефа Бонапарте, који је наредио рушење око 60 средњовековних грађевина, укључујући цркву, манастир и краљевску библиотеку, смештених на том месту. Жозеф је свргнут пре завршетка градње, завршила га је краљица Изабела II која је архитекти Коломеру задала задатак да изради коначни пројекат 1844. године. 
Стазе деле трг на три главне целине: Централни вртови, Вртови Кабо Новал и Вртови Лепанто. Централни вртови распоређени су у мрежу око централног споменика Филипу IV, у стилу барокног врта. Састоје се од седам цветних леја, од којих је свака оивичена живом оградом и садржи мале чемпресе, тисе и магнолије и једногодишње цвеће. Северну и јужну границу Централних вртова обележава низ статуа, популарно познатих као готски краљеви - скулптуре које представљају пет владара Визигота и петнаест владара рано-хришћанских краљевстава у Реконкисти. Извајани су од кречњака и део су серије посвећене свим монарсима Шпаније. Они су наручени за украшавање Краљевске палате и завршени су између 1750. и 1753. Инжењери су сматрали да су кипови претешки за балустраду палате, па су остављени на нивоу земље где се лако види недостатак финих детаља. Остатак статуа налази се у вртовима Сабатини. 
Изабела II је одредила да кип Филипа IV буде постављен у центру, насупрот Принчевим вратима.

### Вртови Сабатини
Вртови Сабатини се граниче са северном страном палате. Врт следи симетрични француски дизајн и радови су започети 1933. године, под републичком владом. Иако их је пројектовао архитекта Меркадал, названи су по Франческу Сабатинију који је дизајнирао краљевске стаје које су раније заузимале ово место. У овим вртовима налази се велико правоугаоно језерце које је окружено са четири фонтане и статуама шпанских краљева који су првобитно требали да крунишу Краљевску палату.
Републичка влада изградила је вртове како би вратила то подручје за јавно коришћење, али пуштени су јавности тек 1978. године када их је отворио краљ Хуан Карлос I

## Унутрашњост палате

### Приземље

#### Велико степениште
Сачињено је од једног комада мермера Сан Агустин, украшавају га два лава. Фреске на плафону је урадио Корадо Ђаквинто. У приземљу је статуа Карлоса III у римској тоги, са сличном статуом на првом спрату која приказује Карлоса IV. Четири картуша на угловима приказују елементе воде, земље, ваздуха и ватре.

#### Краљевска библиотека
Краљевска библиотека је пресељена на доњи спрат током владања Марије Кристине. Полице за књиге датирају из периода Карлоса III, Изабеле II и Алфонса XII.

#### Краљевска апотека
Током владавине Филипа II, краљевска апотека постала је додатак краљевског домаћинства и обезбеђује снабдевање лековима, што траје и данас.
Колекција укључује тегле из 19. века и грнчарију из 18. века.

#### Краљевска оружара
Заједно са царском оружаром у Бечу, оружара се сматра једном од најбољих на свету и састоји се од комада још из 13. века. Зграда је отворена 1897. године.
Колекција издваја турнирске предмете које су за Карлоса V и Филипа II направили водећи оружари Милана и Аугзбурга. Међу најзначајнијим делима су комплетан оклоп и оружје које је цар Карлос V користио у бици код Милберга, а који је насликао Тицијан у свом чувеном портрету на коњу смештеном у Музеју Прадо. На несрећу, делови колекције су изгубљени током Шпанског рата за независност и током Шпанског грађанског рата.

### Први спрат

#### Апартмани краља Карлоса III
Собу са хелебардама или Стражарску собу дизајнирао је Сабатини, а укључује фреску Тјеполоа, Венера и Вулкан. Две слике Луке Ђордана приказују сцене из живота Соломона. 
Сала са стубовима има плафонску фреску Ђакуинта, која представља Сунце пред којим се све силе природе буде и радују, алегорија краља као Аполона. Бронзани лустери направљени су у Паризу 1846. године, а поставила их је Изабела II. 

#### Краљичини апартмани и банкет сала
Некада краљичине апартмане, Алфонсо XII је 1879. године претворио у банкет салу, а довршио 1885. Три таванске фреске су ипак остале, Зора у њеним кочијама Рафаела Менгса, Кристофер Колумбо нуди нови свет католичким монарсима Веласкеза и Боабдил даје кључева Гранаде католичким монарсима, Франсиска Баје и Субијаса. 

#### Апартмани принца Луиса
Овде је сада соба Страдиварија где се налазе виола, два вилончела и две виолине Страдиварија. Фреска на таваници А.Г. Велазкеза приказује Нежност у пратњи четири кардиналне врлине.

#### Соба круне
Некада стан мајке Алфонса XIII, Марије Кристине од Аустрије, у соби се налазе престо, жезло и круна Карлоса III. Таписерије красе зидове. Такође треба поменути и говор абдикације Хуана Карлоса I и говор при проглашњу Фелипеа VI.

## Галерија
- Соба Гаспарини, Краљевска палата, Мадрид, Шпанија, 1927
- Порцеланска соба, Краљевска палата, Мадрид, 1927
- Салон Карлоса III, Краљевска палата, Мадрид, 1927
- Шпанска краљевска круна и жезло

## Данас
Свадбени банкет принца Фелипеа и Летисије Ортиз одржао се 22. маја 2004. године у централном дворишту палате.